# Silene tomentosa
Silene tomentosa är en nejlikväxtart som beskrevs av Carl Adolf Otth. Silene tomentosa ingår i släktet glimmar, och familjen nejlikväxter. Inga underarter finns listade i Catalogue of Life.

## Bildgalleri

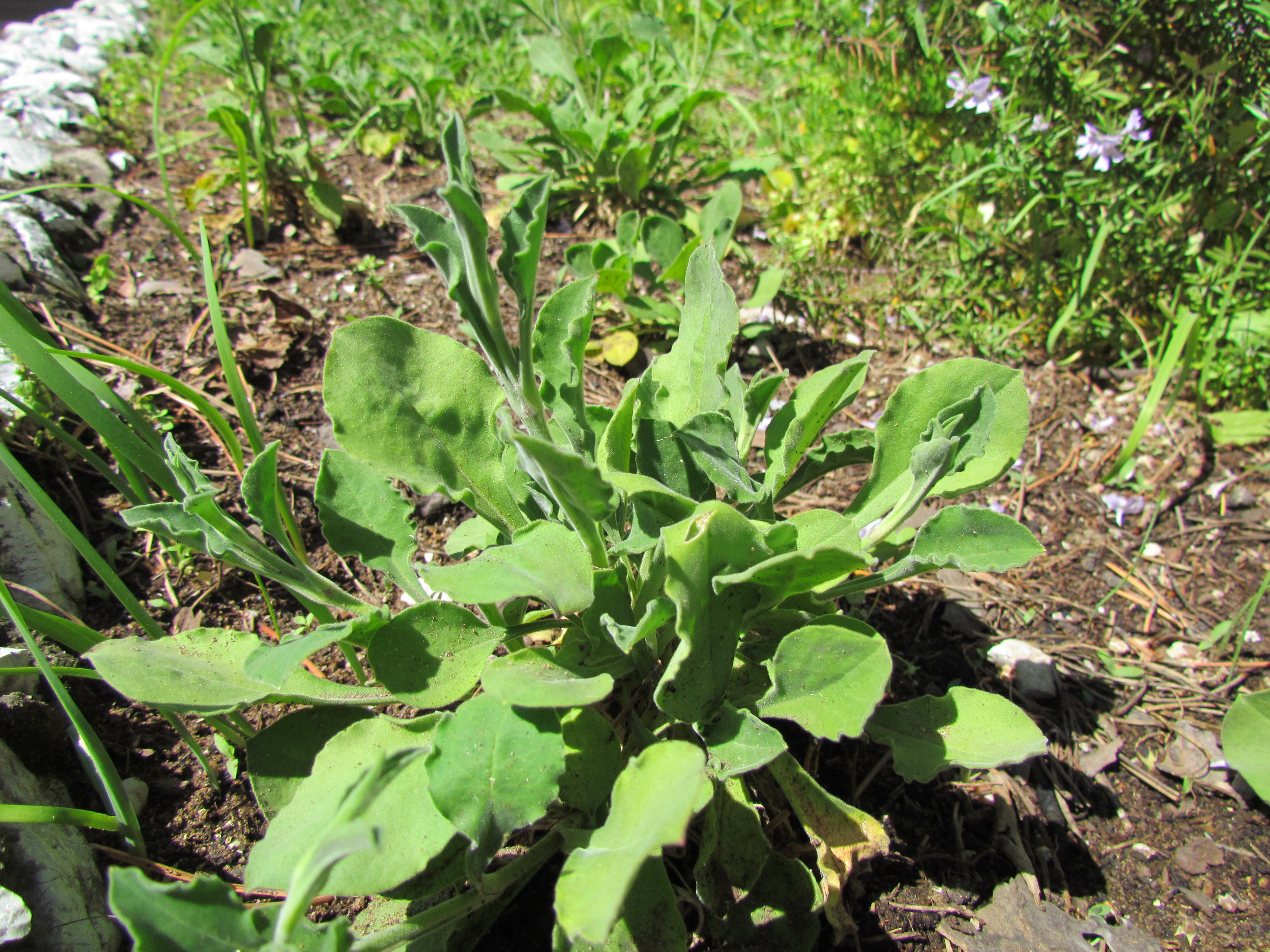